# 바비케르 아와달라

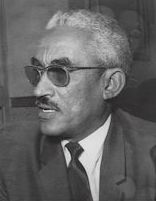
바비케르 아와달라

바비케르 아와달라(아랍어: بابكر عوض الله, 영어: Babiker Awadalla, 1917년 3월 2일 백나일 주 ~ 2019년 1월 17일)는 수단의 정치인이자 전 총리이다.
1934년 고든 메모리얼 칼리지(Gordon Memorial College) 법학과에 입학하여 1940년 졸업했으며 1954년부터 1957년까지 수단 의회 의장을 역임했다. 1964년부터 1967년까지 수단 대법원에서 수석 재판관으로 근무했다.
1969년 5월에 일어난 군사 쿠데타를 통해 집권한 가파르 니메이리 대통령에 의해 각료로 채용되어 국민혁명사령부 제1부위원장을 역임했고 1969년 5월 25일부터 1969년 10월 27일까지 수단의 총리를 역임했다. 또한 군부 출신 인사로 구성된 국민혁명사령부에 소속된 유일한 민간인이기도 했다. 그 외에 수단 외무부 장관(1969년 ~ 1971년), 수단의 부총리 겸 수단 법무부 장관(1971년), 수단의 부통령(1972년 ~ 1973년)을 역임했다. 2019년 아일랜드 더블린에서 향년 103세로 타계했다.